# Kolumban Spahr
Kolumban Spahr OCist (* 25. Juni 1909 in Konstanz; † 14. April 2000 in der Abtei Mehrerau) war ein deutscher Zisterziensermönch und Kirchenhistoriker.

## Leben
Der erste Sohn des Gastwirtehepaars Franz Xaver Spahr und Maria geb. Zinsmaier wurde am 7. Oktober 1928 Novize in der Zisterzienserabtei Wettingen-Mehrerau bei Bregenz. Sein jüngerer Bruder Gebhard Spahr wurde später Mönch der Benediktinerabtei Weingarten. Nach der Priesterweihe am 29. Juni 1934 war Pater Kolumban Subprior und Archivar und unterrichtete bis zu seiner Pensionierung 1979 Geschichte und Geographie. 1965 übernahm er die Schriftleitung der Cistercienser Chronik.

## Schriften (Auswahl)
- Das Leben des hl. Robert von Molesme. Eine Quelle zur Vorgeschichte von Cîteaux. Freiburg im Üechtland 1944, OCLC 865283327.
- Zisterzienserabtei Hauterive. München 1984, OCLC 180519276.
- Abtei Mehrerau. München 1993, OCLC 38737807.
- Kapelle St. Kosmas und Damian, Nußdorf. Kapelle Sankt Andreas Deisendorf. Regensburg 2016, ISBN 978-3-7954-5462-3.